# Betel
|  | Aquest article tracta sobre el lloc bíblic. Si cerqueu la planta, vegeu «bètel». |

En el Gènesi, Betel era un lloc de Canaan on Jacob tingué una aparició de Déu mentre dormia. Quan es va despertar hi va alçar una pedra i hi va fer una unció posant-li el nom de Betel (casa de Déu) tot i que el nom anterior era Luz. Segles després, va ser una ciutat de la tribu d'Efraïm.